# GoPro

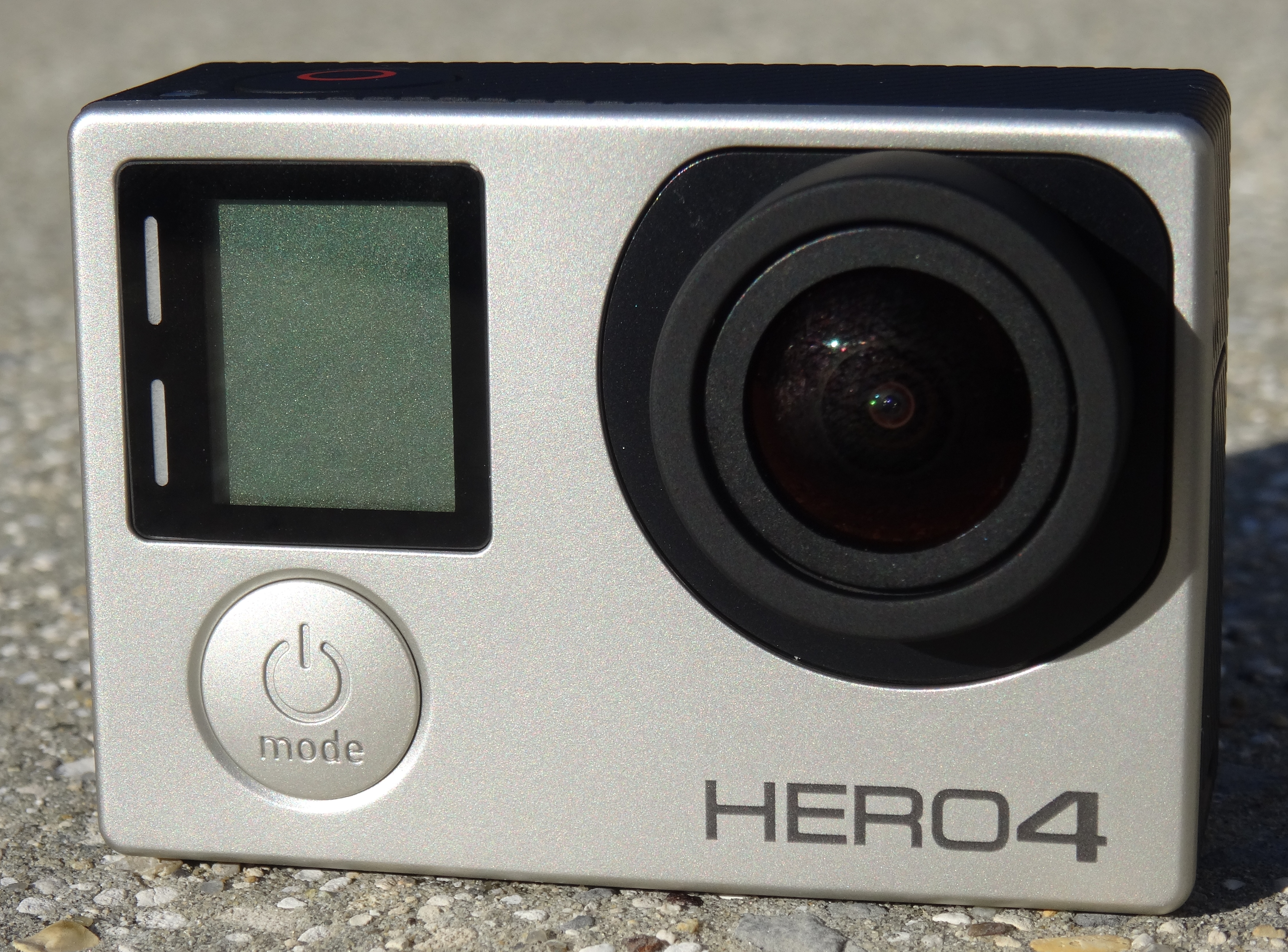
GoPro Hero 4 Silver Edition

GoPro ist ein US-amerikanischer Hersteller von Action-Camcordern mit Sitz in San Mateo (Kalifornien). Die Geräte sind klein, wasserdicht und robuster als herkömmliche Videokameras und werden hauptsächlich im Sportbereich eingesetzt.

## Geschichte
2002 versuchte Nick Woodman, spektakuläre Aufnahmen vom Surfen zu machen, hielt jedoch die damalige Amateurtechnik für mangelhaft. Er sah eine Marktlücke für preislich akzeptable Kameras, die auch Amateuren hochwertige Aufnahmen bei sportlicher Aktivität ermöglichen, und gründete aus dieser Idee heraus das Unternehmen GoPro. Der Name GoPro ist eine Zusammensetzung aus go und professional (englisch für „werde professionell“).
Woodman startete mit selbstgenähten Armbändern, in welche er verschiedene Kameras integrierte, denen es anfänglich jedoch noch an der notwendigen Qualität mangelte. Die nächsten zwei Jahre befasste er sich mit der Suche nach guten Kameras, die genügend hohen Belastungen standhalten konnten. Um diese produzieren zu können, lieh Woodman sich Startkapital von seinen Eltern.

### Änderungen ab 2004
2004 kam das erste Modell Hero 35 mm, eine 35-mm-Filmkamera, auf den Markt.
2006 lancierte das Unternehmen die ersten Geräte mit digitaler Aufnahme, allerdings in sehr mäßiger Qualität und ohne Audioaufnahme.
2007 wurde mit der Digital Hero 3 das erste GoPro-Gerät mit Ton eingeführt.
2009 erschien die Digital Hero 5, welche Panoramaaufnahmen machen konnte.

### Änderungen ab 2010
2010 brachte das Unternehmen mit der HD Hero seine erste Kamera auf den Markt, die in der Lage war, 1080p-Aufnahmen zu machen.
Im März 2011 erwarb man das Unternehmen CineForm. Die Akquisition beinhaltete die Rechte am CineForm-444-Videocodec, den GoPro seit 2011 im 3DHero-System verwendet.
2012 wurde die HD Hero 3 veröffentlicht, die Videos in 4K-Auflösung aufzeichnen kann. Zudem erwarb Foxconn einen Anteil von acht Prozent an GoPro für 200 Millionen Dollar.

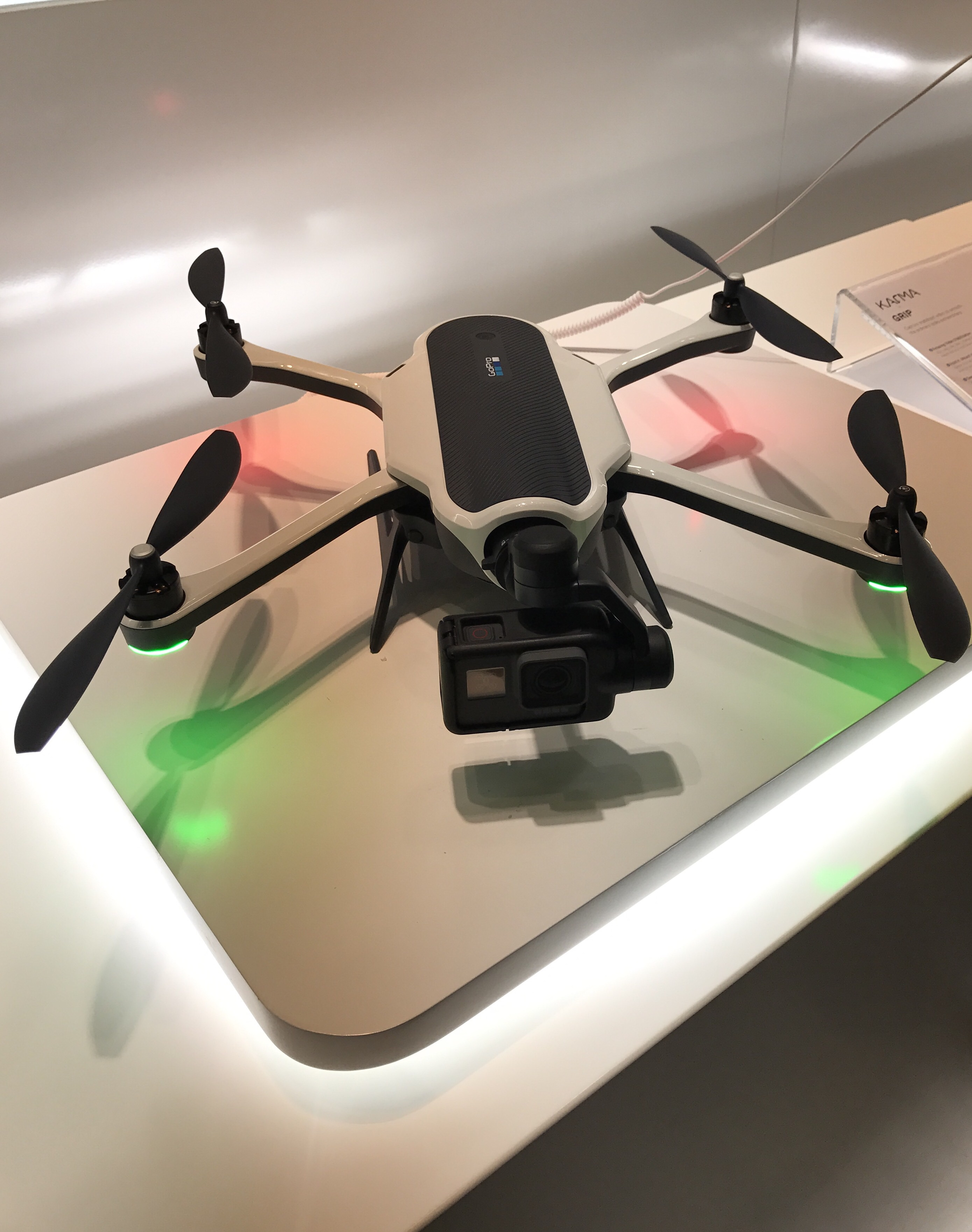
Drohne GoPro Karma

Im Juni 2014 ging das Unternehmen an die Börse und verkaufte 17,8 Millionen Aktien an Investoren bei einem Aktienwert von 24 US-Dollar (gesamthaft 427,3 Millionen US-Dollar).
Im April 2014 wurde GoPro von Adweek als einer der zehn besten Markenkanäle auf YouTube ausgezeichnet, basierend auf Views, Shares und Comments.

### Änderungen ab 2016
Im Februar 2016 kündigte GoPro an, die Modellpalette im April 2016 zu reduzieren. So sollten künftig lediglich die Modelle der Serie Hero 4 vertrieben werden (Black Edition, Silver Edition und Session); die übrigen (Einsteiger-)Modelle wurden eingestellt. Grund dafür waren zuletzt enttäuschende Verkaufs- und Umsatzzahlen des Unternehmens. Hingegen wollte GoPro mit der Karma die erste eigene Drohne auf den Markt bringen. Damit vollzog GoPro den Schritt vom Komplementäranbieter zum Hersteller eines eigenen Quadrocopters. Dessen Markteinführung wurde wegen der Halbierung des Umsatzes in Jahresfrist und wegen des stark eingebrochenen Aktienkurses auf frühestens Ende 2016 verschoben.
Im April 2017 wurde die Drohne Karma auf den deutschen Markt gebracht; der Verkauf in den USA begann schon Anfang Februar. Der Preis, die Reichweite und die Flugzeit waren vergleichbar mit denen der Drohnen von DJI. Die Karma verfügte zwar über weniger Sensoren (z. B. fehlte Ultraschall für den Indoorflug) und hatte keine Follow-me-Funktion, allerdings waren im Set eine Hero 5 Black und der Gimbal Karma Grip enthalten, die man beide auch ohne Drohne nutzen konnte. Die ersten 2.500 verkauften Drohnen wurden zurückgerufen, da sich die Stromversorgung während des Fluges lösen und damit einen Absturz auslösen konnte.
Im Januar 2018 gab GoPro bekannt, aus dem Drohnengeschäft auszusteigen.
Am 8. Januar 2018 stürzte die Aktie auf etwa 5 US-Dollar ab. Im Herbst 2014 war sie mit Kursen zu knapp unter 100 Dollar gehandelt worden.

## Eigenschaften der Kameras
Die GoPro-Kameras (mit Ausnahme der Hero 35 mm) können Fotos und Videos aufzeichnen. Sie zeichnen sich dabei durch einen sehr weiten Aufnahmewinkel aus, was den Aufnahmen einen gewissen Wiedererkennungseffekt verleiht. Bis 2008 gab es einen optischen Sucher. Ab den 2015er-Modellen haben sie zum Teil einen digitalen Sucher (Monitor) und ab 2017 alle Modelle (außer Fusion). Alle Geräte ab Hero5 (2016) besitzen eine Videostabilisierung und eine Sprachsteuerung.
Alle Kameras besitzen seit der Hero 2 einen mini-HDMI Anschluss. Seit der Hero 9 und 10 ist dieser jedoch nicht mehr an Bord. Dafür wurde der Ladeanschluss im Jahre 2016 mit der Hero 5 von mini-USB auf USB-C aufgerüstet.

### Hardware-Funktionen
Durch Zusammenstecken zweier Kameras der Hero-1-, Hero-2- oder Hero-3-Serie ist das Aufzeichnen in 3D möglich. Dabei kommt das 3D-Hero-System von GoPro zum Einsatz, bei dem die Kameras spiegelverkehrt in einem Gehäuse sitzen. Weitere Kameras können angeschlossen werden, sodass Aufnahmen im Bullet-Time-Stil der Matrix-Filme möglich sind.

#### Media Mod
Ab der Hero 8 Black bietet GoPro ein Gehäuse für die GoPro an, welches die fehlenden Anschlüsse ausgleichen soll. Die sogenannte 'Media Mod' fügt der GoPro einen micro-HDMI-Anschluss, einen 3,5-mm-Klinkenanschluss sowie einen weiteren USB-C-Anschluss hinzu, da der bestehende durch das Gehäuse abgedeckt wird. Außerdem besitzt das Gehäuse einen Windschutz über dem eingebauten Mikrofon, der die Störgeräusche filtern soll. Weiterhin lässt sich ein kleines Licht oder ein weiterer Bildschirm montieren. Diese Erweiterungen müssen aber separat dazugekauft werden.

#### Max Lens Mod
Mit der Vorstellung der Hero 9 Black wurde zusätzlich als Erweiterungsmöglichkeit die 'Max Lens Mod' angekündigt. Dabei wird der originale Linsenverschluss der GoPro abgeschraubt und gegen ein neues Objektiv getauscht. Dadurch wird ein breiteres Sichtfeld von 155° geschaffen, während die Funktion HyperSmooth softwareseitig aktiviert wird. Bei der Verwendung der 'Max Lens Mod', bei welcher in den Einstellungen der jeweilige Modus ausgewählt werden muss, sind aber auch mit Einschränkungen zu rechnen. Die Kamera kann dann nämlich nur in maximal 2,7K bei 60 FPS (Bilder pro Sekunde) aufnehmen. Durch den Tausch des Objektivs lassen sich auch stabilisierte Aufnahmen im Hochkant-Format aufnehmen, welche sich bei der vorhergehenden GoPro Max als ungünstig herausstellten.

### Software-Funktionen

#### Funktion: SuperView
Um den beworbenen Aufnahmewinkel von 170° zu erreichen, wurde mit der GoPro Hero 3+ erstmalig die Funktion SuperView vorgestellt. Hierbei kann der Benutzer aus 'Nah', über 'Weit' bis hin zu 'SuperView' wählen. Bei der 360°–aufnehmenden GoPro Max nennt sich der größte Bildwinkel 'Max SuperView'. Die Kamera nimmt dabei Aufnahmen im 4:3-Format auf und dehnt diese durch eine dynamische Dehnung auf ein 16:9-Bildformat aus. Die Mitte des Bildes bleibt unverändert, nur die Ränder werden beeinflusst. Dieser Modus gestaltet sich als sinnvoll, um weite Aufnahmen von größeren Objekten zu erstellen – bei näheren Motiven sollte man, so GoPro, nicht auf 'SuperView' setzen, da sie durch den Modus verzerrt werden können.

#### Funktion: SuperFoto
GoPro veröffentlichte 2018 mit dem Release der Hero 7 Black einen Kameramodus mit dem Namen 'SuperFoto'. Dieser ermöglicht laut GoPro Fotografieren mit der 'besten Bildverarbeitung' durch das Einsetzen von künstlicher Intelligenz. Je nach Beleuchtung, Bewegung in der jeweiligen Aufnahme und sonstigen Bedingungen wählt dieser Modus einen von vier Schwerpunkten aus, durch die die Aufnahme verbessert werden soll. Zur Auswahl stehen folgende Optionen:
1. Hoher Dynamikumfang (HDR)
2. Lokales Tone-Mapping
3. Multi-Frame-Rauschunterdrückung
4. Standard / Keine Veränderung

Letzterer tritt dann ein, wenn die Bedingungen bei der Aufnahme nicht erfüllt werden. SuperFoto ist ab der Hero 7 Black verfügbar und wird nicht auf älteren Modellen unterstützt.

#### Funktion: HyperSmooth
Ebenfalls wurde mit dem Release der Hero 7 Black der Modus 'HyperSmooth' eingeführt. Mithilfe von Algorithmen werden die Bewegungen zwischen den aufgenommenen Bildern verflüssigt, wodurch ein insgesamt stabiler aussehendes Video entstehe. GoPro veröffentlichte zu diesem Modus jedoch diverse Hinweise, die bei der Benutzung zu beachten sind. So benötige die Bildstabilisierung bei hohen Aufnahmeeinstellungen viel Leistung, daher sei (besonders bei niedrigen Temperaturen, GoPro spezifiziert 0° Celsius oder geringer) die Kapazität des Akkus verringert. Die Kamera zeigt einen Hinweis an, sobald die Mindesttemperatur unterschritten wurde. Dann kann nicht im 'HyperSmooth'–Modus aufgenommen werden.
'HyperSmooth' ist derzeit in der Version 4.0, einsetzbar bei der Hero 10. Die Hero 9 kommt mit Version 3.0, die Hero 8 mit Version 2.0 ab Werk daher.

#### Funktion: TimeWarp
Auch die Funktion mit dem Namen TimeWarp wurde mit der Hero 7 Black eingeführt. Hierbei wird HyperSmooth auf normale Zeitrafferaufnahmen angewendet. Dies hat den Vorteil, dass auch wacklige Aufnahmen bzw. große Bewegungen im Bild ausgeglichen werden, sodass der Zeitraffer flüssiger läuft. GoPro empfiehlt je nach Tätigkeit verschiedene Geschwindigkeiten, bei einer 'Fahrt durch eine landschaftlich reizvolle Strecke' solle man 2–5x, beim 'Wandern und Erforschen' 10x und beim 'Laufen und Mountainbiking' 15–30x anwenden.

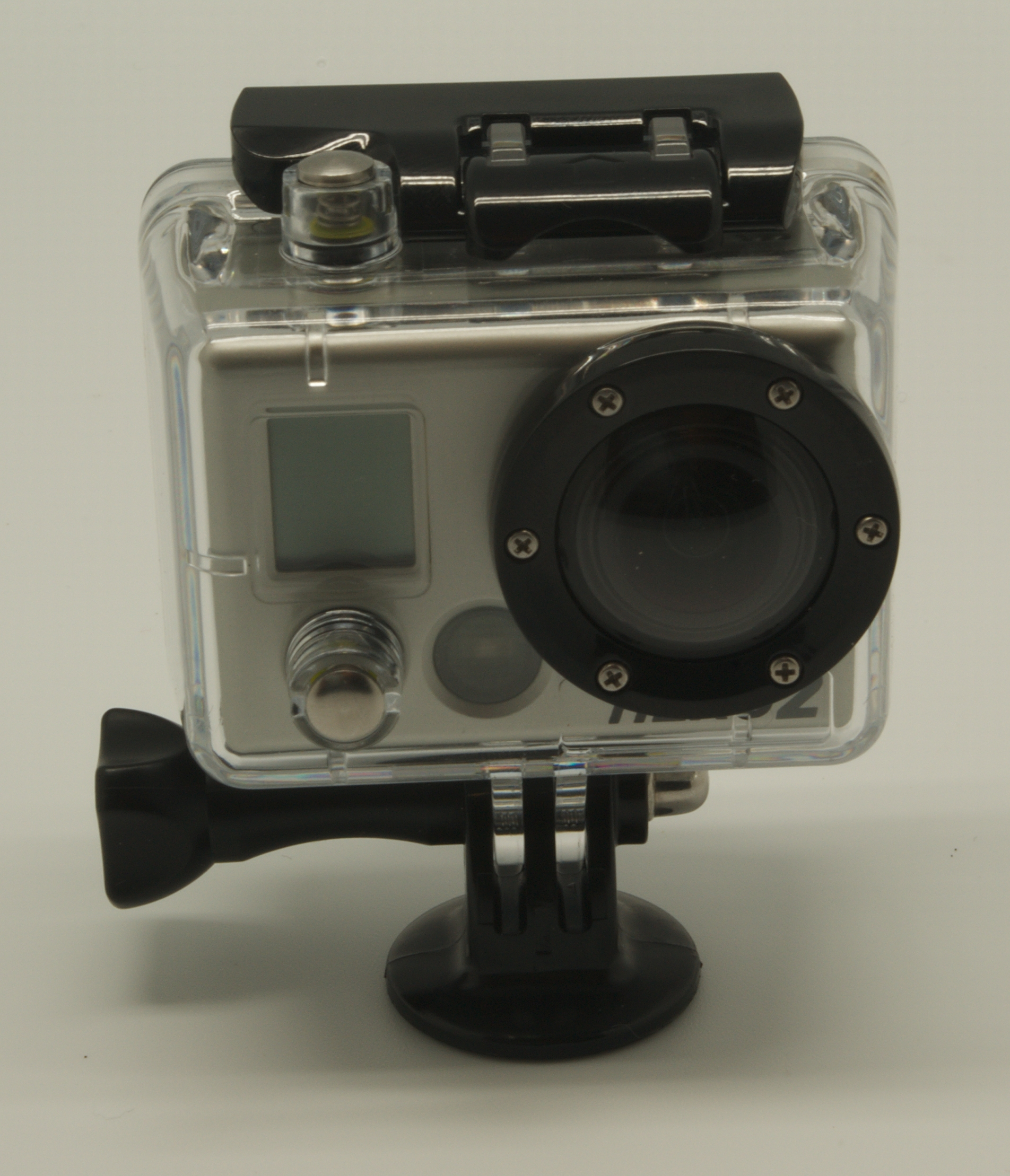
GoPro-Kamera im Gehäuse
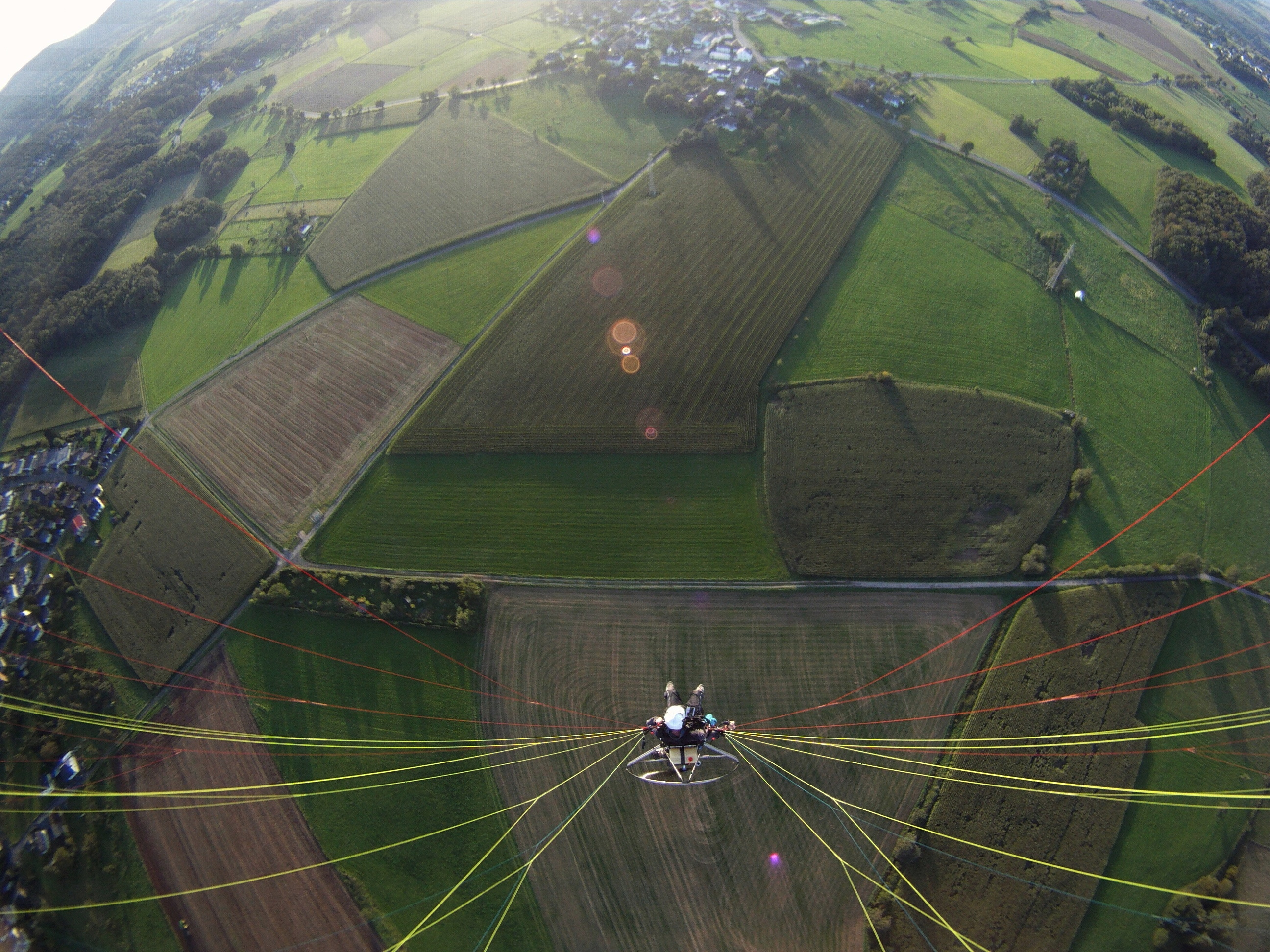
Aufnahme mit einer HD Hero aus der Kappe eines Gleitschirms
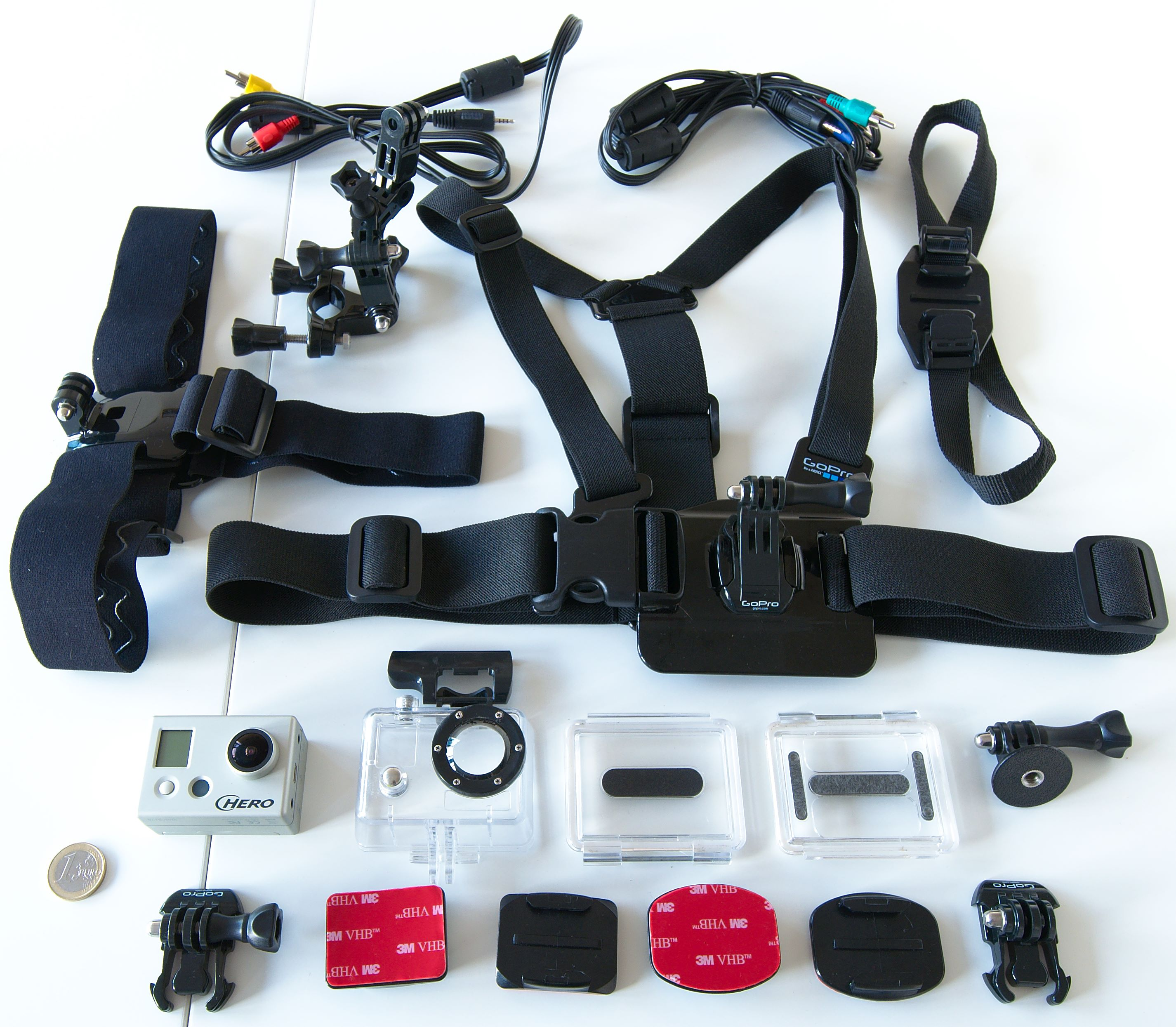
GoPro-Kit
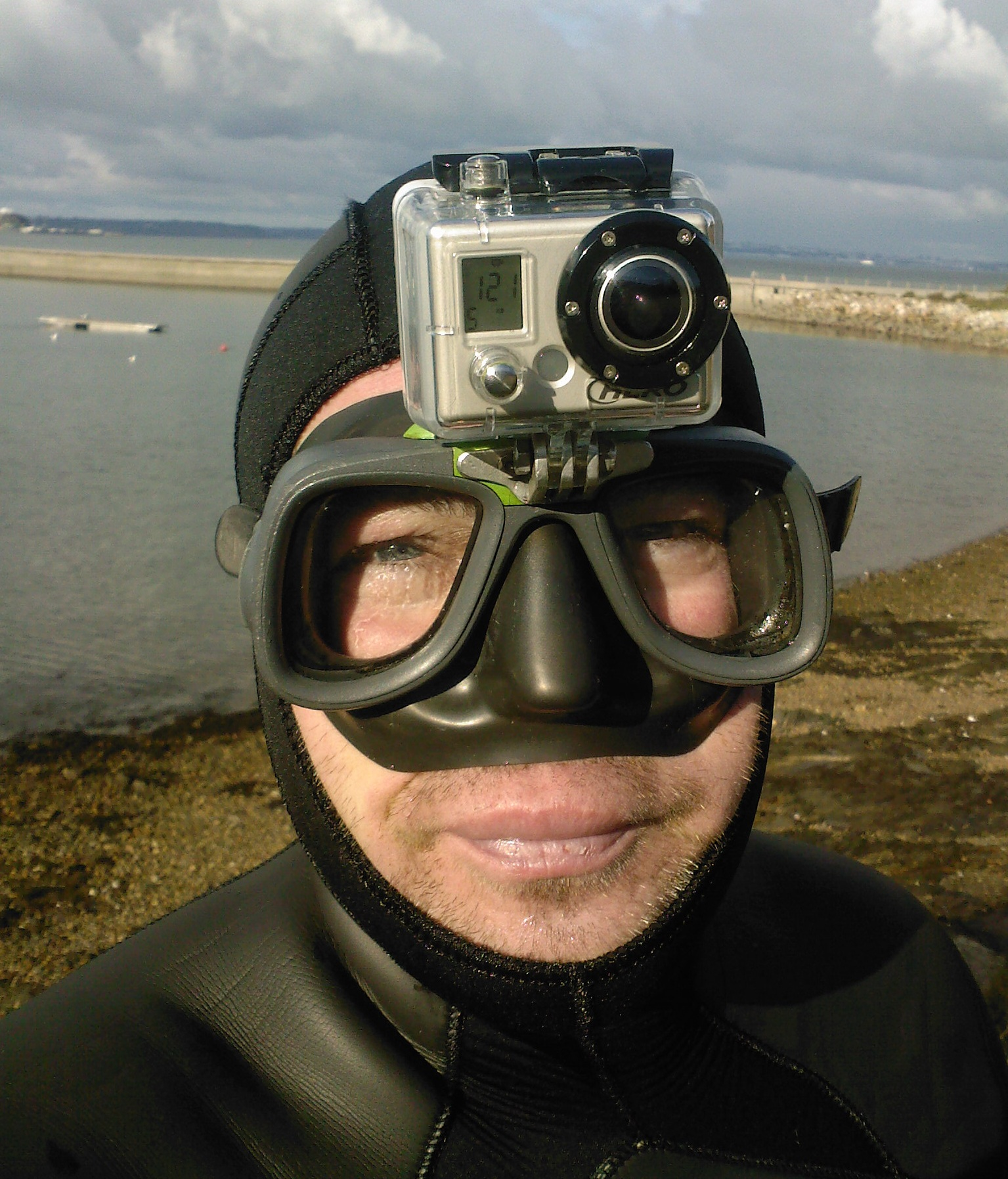
HD Hero an einer Tauchmaske
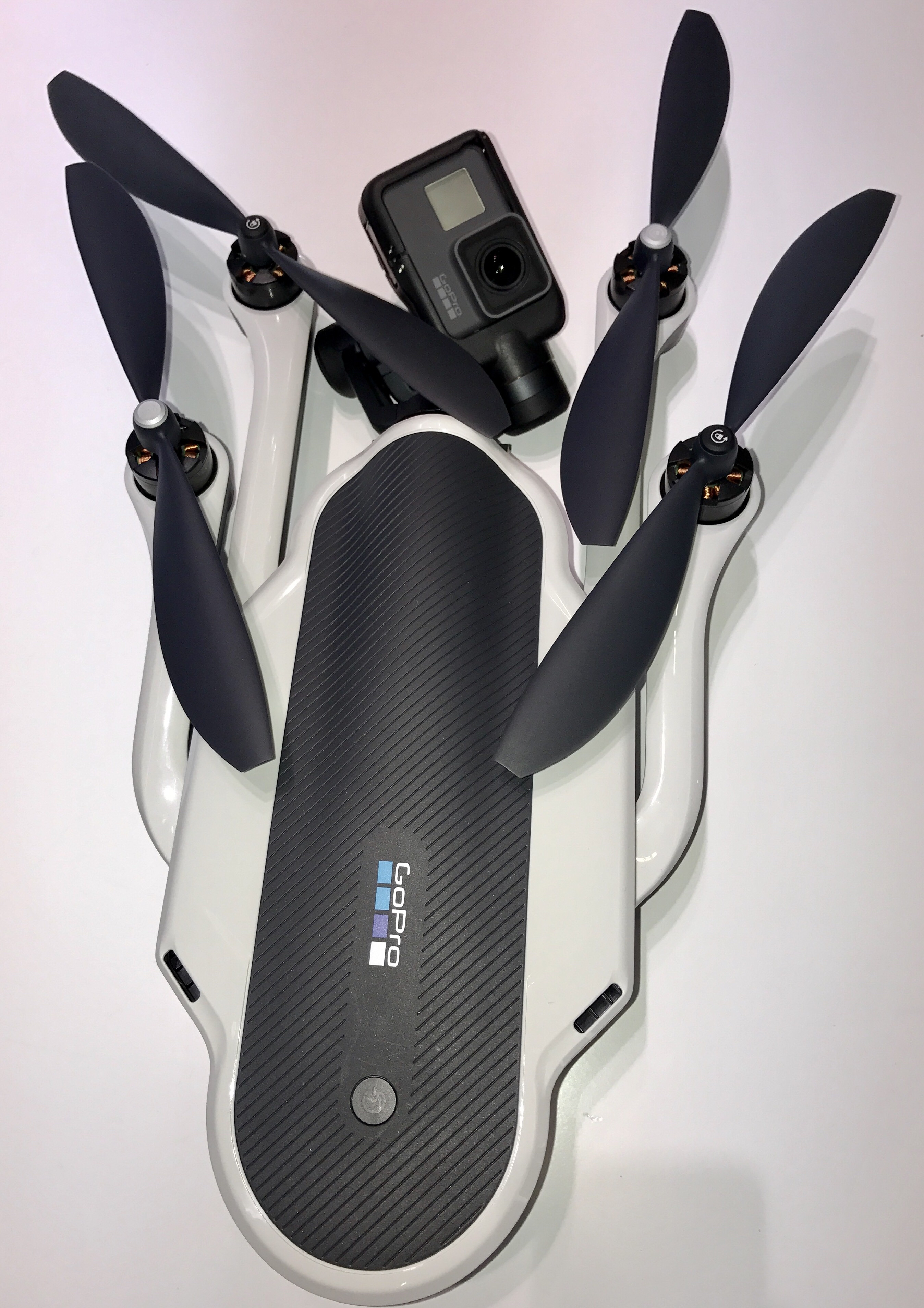
GoPro-Drohne Karma eingeklappt

## Tabellarische Übersicht der Modelle
|  | Verkauf eingestellt |  | Aktuell |

| Kameramodell                    | Hero 35mm             | Digital Hero 3                  | Digital Hero 5                  | Hero 960                                     | HD Hero                                      | HD Hero 2                                              | Hero 3                                                                  | Hero 3                                                                  | Hero 3                                                                  |
| ------------------------------- | --------------------- | ------------------------------- | ------------------------------- | -------------------------------------------- | -------------------------------------------- | ------------------------------------------------------ | ----------------------------------------------------------------------- | ----------------------------------------------------------------------- | ----------------------------------------------------------------------- |
| Edition                         | –                     | –                               | –                               | –                                            | –                                            | –                                                      | White                                                                   | Silver                                                                  | Black                                                                   |
| Erscheinungsjahr                | 2005                  | 2007                            | 2008                            | 2010                                         | 2010                                         | 2011                                                   | 2012                                                                    | 2012                                                                    | 2012                                                                    |
| Abmessungen ohne Gehäuse        | ?                     | ?                               | ?                               | 60 × 42 × 30 mm                              | 60 × 42 × 30 mm                              | 60 × 42 × 30 mm                                        | 59 × 41 × 21 mm                                                         | 59 × 41 × 21 mm                                                         | 59 × 41 × 21 mm                                                         |
| Gewicht ohne/mit Gehäuse        | ?                     | ?                               | ?                               | ?                                            | 96 g / 193 g                                 | 100 g / 190 g                                          | 75 g / 163 g                                                            | 75 g / 163 g                                                            | 75 g / 163 g                                                            |
| Videos: maximale Bildauflösung  | keine Video- aufnahme | 512 × 384                       | 512 × 384                       | 720p30, 480p60                               | 1080p30, 720p60                              | 1080p30, 720p60, 480p120                               | 1080p30, 720p60                                                         | 1080p30, 720p60, 480p100                                                | 4K15, 2.7K30, 1080p60                                                   |
| Fotos: maximale Bildauflösung   | 35-mm-Film            | 3 MP                            | 5 MP                            | 5 MP                                         | 5 MP                                         | 11 MP                                                  | 5 MP                                                                    | 11 MP                                                                   | 12 MP                                                                   |
| Speicher                        | 35-mm-Film            | 16 MB intern, SD-Karte bis 2 GB | 16 MB intern, SD-Karte bis 2 GB | SD-Karte bis 32 GB                           | SD-Karte bis 32 GB                           | SD-Karte bis 32 GB                                     | Micro-SD-Karte bis 64 GB                                                | Micro-SD-Karte bis 64 GB                                                | Micro-SD-Karte bis 64 GB                                                |
| Videoformate                    | –                     | ?                               | ?                               | MP4 mit H.264                                | MP4 mit H.264                                | MP4 mit H.264                                          | MP4 mit H.264                                                           | MP4 mit H.264                                                           | MP4 mit H.264                                                           |
| Konnektivität                   | –                     | –                               | –                               | –                                            |                                              | WiFi (optional)                                        | WiFi                                                                    | WiFi                                                                    | WiFi                                                                    |
| Anschlüsse                      | –                     | Mini-USB                        | Mini-USB                        | Mini-USB, 3,5-mm-HDTV, 3,5-mm-Combo TV/Audio | Mini-USB, 3,5-mm-HDTV, 3,5-mm-Combo TV/Audio | Mini-USB, Mini-HDMI, 3,5-mm-Mikrofon, 2,5-mm-Composite | Mini-USB, Micro-HDMI, Composite-A/C-Kabel/ 3,5-mm-Stereomikrofonadapter | Mini-USB, Micro-HDMI, Composite-A/C-Kabel/ 3,5-mm-Stereomikrofonadapter | Mini-USB, Micro-HDMI, Composite-A/C-Kabel/ 3,5-mm-Stereomikrofonadapter |
| Batterie                        | ?                     | 3 × AAA                         | 2 × AAA                         | 1100-mAh-Li-Ion (austauschbar)               | 1100-mAh-Li-Ion (austauschbar)               | 1100-mAh-Li-Ion (austauschbar)                         | 1050-mAh-Li-Ion (austauschbar)                                          | 1050-mAh-Li-Ion (austauschbar)                                          | 1050-mAh-Li-Ion (austauschbar)                                          |
| Wasserdichtheit (Zusatzgehäuse) | 5 m                   | 30 m                            | 30 m                            | 60 m                                         | 60 m                                         | 60 m                                                   | 60 m                                                                    | 60 m                                                                    | 60 m                                                                    |

| Kameramodell                                   | Hero3+                                                                  | Hero3+                                                                  | Hero (2014)                  | Hero+                        | Hero+                        | Hero4                                                                   | Hero4                                                                   | Hero (4) Session             |
| ---------------------------------------------- | ----------------------------------------------------------------------- | ----------------------------------------------------------------------- | ---------------------------- | ---------------------------- | ---------------------------- | ----------------------------------------------------------------------- | ----------------------------------------------------------------------- | ---------------------------- |
| Edition                                        | Silver                                                                  | Black                                                                   | –                            | Hero+                        | Hero+ LCD                    | Silver                                                                  | Black                                                                   | –                            |
| Erscheinungsjahr                               | 2013                                                                    | 2013                                                                    | 2014                         | 2015                         | 2015                         | 2014                                                                    | 2014                                                                    | 2015                         |
| Abmessungen ohne Gehäuse                       | 59 × 41 × 21 mm                                                         | 59 × 41 × 21 mm                                                         | nur mit Gehäuse              | nur mit Gehäuse              | nur mit Gehäuse              | 59 × 41 × 21 mm                                                         | 59 × 41 × 21 mm                                                         | 38 × 38 × 36,4 mm            |
| Gewicht ohne/mit Gehäuse                       | 73 g / 135 g                                                            | 73 g / 135 g                                                            | – / 111 g                    | – / 123 g                    | – / 127 g                    | 83 g / 147 g                                                            | 88 g / 152 g                                                            | 74 g                         |
| Videos: maximale Bildauflösung [siehe Notizen] | 1080p60 720p120                                                         | 4K15, 2.7K30 1080p60, 720p120 480p240                                   | 1080p30, 720p60              | 1080p60, 720p60              | 1080p60, 720p60              | 4K15, 2.7K30 1080p60, 720p120 480p240                                   | 4K30, 2.7K60 1080p120, 480p240                                          | 1080p60, 720p100 480p120     |
| Fotos: maximale Bildauflösung                  | 10 MP                                                                   | 12 MP                                                                   | 5 MP                         | 8 MP                         | 8 MP                         | 12 MP                                                                   | 12 MP                                                                   | 8 MP                         |
| Speicher                                       | Micro-SD-Karte bis 64 GB                                                | Micro-SD-Karte bis 64 GB                                                | Micro-SD-Karte bis 32 GB     | Micro-SD-Karte bis 64 GB     | Micro-SD-Karte bis 64 GB     | Micro-SD-Karte bis 128 GB                                               | Micro-SD-Karte bis 128 GB                                               | Micro-SD-Karte bis 64 GB     |
| Videoformate                                   | MP4 mit H.264                                                           | MP4 mit H.264                                                           | MP4 mit H.264                | MP4 mit H.264                | MP4 mit H.264                | MP4 mit H.264                                                           | MP4 mit H.264                                                           | MP4 mit H.264                |
| Konnektivität                                  | WiFi                                                                    | WiFi                                                                    | –                            | WiFi, Bluetooth              | WiFi, Bluetooth              | WiFi, Bluetooth                                                         | WiFi, Bluetooth                                                         | WiFi, Bluetooth              |
| Anschlüsse                                     | Mini-USB, Micro-HDMI, Composite-A/C-Kabel/ 3,5-mm-Stereomikrofonadapter | Mini-USB, Micro-HDMI, Composite-A/C-Kabel/ 3,5-mm-Stereomikrofonadapter | Mini-USB                     | Micro-USB                    | Micro-USB                    | Mini-USB, Micro-HDMI, Composite-A/C-Kabel/ 3,5-mm-Stereomikrofonadapter | Mini-USB, Micro-HDMI, Composite-A/C-Kabel/ 3,5-mm-Stereomikrofonadapter | Micro-USB                    |
| Batterie                                       | 1180-mAh-Li-Ion (austauschbar)                                          | 1180-mAh-Li-Ion (austauschbar)                                          | 1180-mAh-Li-Ion (integriert) | 1160-mAh-Li-Ion (integriert) | 1160-mAh-Li-Ion (integriert) | 1160-mAh-Li-Ion (austauschbar)                                          | 1160-mAh-Li-Ion (austauschbar)                                          | 1000-mAh-Li-Ion (integriert) |
| Wasserdichtheit (Zusatzgehäuse)                | 40 m                                                                    | 40 m                                                                    | –                            | –                            | –                            | 40 m                                                                    | 40 m                                                                    | –                            |
| Wasserdichtheit (ohne Gehäuse)                 | 0 m                                                                     | 0 m                                                                     | 40 m                         | 40 m                         | 40 m                         | 0 m                                                                     | 0 m                                                                     | 10 m                         |

| Kameramodell                                   | Hero5                                     | Hero5                          | Hero6                                     | Fusion                         |
| ---------------------------------------------- | ----------------------------------------- | ------------------------------ | ----------------------------------------- | ------------------------------ |
| Edition                                        | Black                                     | Session                        | Black                                     | (360°-Cam)                     |
| Erscheinungsjahr                               | 2016                                      | 2016                           | 2017                                      | 2017                           |
| Abmessungen ohne Gehäuse                       | 62 × 45 × 33 mm                           | 38 × 38 × 36 mm                | 62 × 45 × 35 mm                           | 74 × 75 × 40 mm                |
| Gewicht ohne Gehäuse                           | 118 g                                     | 73 g                           | 117 g                                     | 220 g                          |
| Videos: maximale Bildauflösung [siehe Notizen] | 4K30, 2.7K60, 1080p120, 720p240           | 4K30, 2.7K48, 1080p90, 720p120 | 4K60, 2.7K120, 1080p240                   | 5.2K30, 3K60                   |
| Fotos: maximale Bildauflösung                  | 12 MP                                     | 10 MP                          | 12 MP                                     | 18 MP                          |
| Speicher                                       | Micro-SD-Karte bis 128 GB                 | Micro-SD-Karte bis 128 GB      | Micro-SD-Karte bis 128 GB                 | Micro-SD-Karte bis 128 GB      |
| Videoformate                                   | MP4 mit H.264                             | MP4 mit H.264                  | MP4 mit H.264                             | MP4 mit H.264                  |
| Konnektivität                                  | WiFi, Bluetooth, GPS                      | WiFi, Bluetooth                | WiFi, Bluetooth, GPS                      | WiFi, Bluetooth, GPS           |
| Anschlüsse                                     | USB-C, Micro-HDMI, 3,5-mm-Mikrofonadapter | USB-C, 3,5-mm-Mikrofonadapter  | USB-C, Micro-HDMI, 3,5-mm-Mikrofonadapter | USB-C                          |
| Batterie                                       | 1220-mAh-Li-Ion (austauschbar)            | 1000-mAh-Li-Ion (integriert)   | 1220-mAh-Li-Ion (austauschbar)            | 2620-mAh-Li-Ion (austauschbar) |
| Wasserdichtheit (Zusatzgehäuse)                | 60 m                                      | –                              | 60 m                                      | -                              |
| Wasserdichtheit (ohne Gehäuse)                 | 10 m                                      | 10 m                           | 10 m                                      | 5 m                            |

| Kameramodell                                   | Hero (2018)                    | Hero7                        | Hero7                        | Hero7                                     | Hero8                           | MAX                            | Hero9                                        | Hero10                                       | Hero11                                       | Hero12                                       |
| ---------------------------------------------- | ------------------------------ | ---------------------------- | ---------------------------- | ----------------------------------------- | ------------------------------- | ------------------------------ | -------------------------------------------- | -------------------------------------------- | -------------------------------------------- | -------------------------------------------- |
| Edition                                        | -                              | White                        | Silver                       | Black                                     | Black                           | (360°-Cam)                     | Black                                        | Black                                        | Black                                        | Black                                        |
| Erscheinungsjahr                               | 2018                           | 2018                         | 2018                         | 2018                                      | 2019                            | 2019                           | 2020                                         | 2021                                         | 2022                                         | 2023                                         |
| Abmessungen ohne Gehäuse                       | 65 × 45 × 35 mm                | 62,3 × 44,9 × 28,3 mm        | 62,3 × 44,9 × 28,3 mm        | 62,3 × 44,9 × 33 mm                       | 66,3 × 48,6 × 28,4 mm           | 69 × 64 × 25 mm                | 71,8 × 50,8 × 33,6 mm                        | 71,0 × 55,0 × 33,6 mm                        | 71,8 × 50,8 × 33,6 mm                        | 71,8 × 50,8 × 33,6 mm                        |
| Gewicht ohne Gehäuse                           | 117 g                          | 92,4 g                       | 94,4 g                       | 116 g                                     | 126 g                           | 154 g                          | 158 g                                        | 213 g                                        | 154 g                                        | 154 g                                        |
| Videos: maximale Bildauflösung [siehe Notizen] | 1080p60                        | 1080p60                      | 4K30, 1080p60                | 4K60, 2.7K120, 1080p240                   | 4K60, 2.7K120, 1080p240         | 5.6K30, 3K60, 1080p60,         | 5K30, 4K60, 2.7K120, 1080p240                | 5.3K60, 4K120, 2.7K240                       | 5.3K60, 4K120, 2.7K240                       | 5.3K60, 4K120, 2.7K240                       |
| Fotos: maximale Bildauflösung                  | 10 MP                          | 10 MP                        | 10 MP                        | 12 MP                                     | 12 MP                           | 16,6 MP                        | 20 MP                                        | 23 MP                                        | 27,13 MP                                     | 27,13 MP                                     |
| Speicher                                       | Micro-SD-Karte bis 128 GB      | Micro-SD-Karte bis 128 GB    | Micro-SD-Karte bis 128 GB    | Micro-SD-Karte bis 256 GB                 | Micro-SD-Karte bis 256 GB       | Micro-SD-Karte bis 256 GB      | Micro-SD-Karte bis 256 GB                    | Micro-SD-Karte bis 256 GB                    | Micro-SD-Karte bis 256 GB                    | Micro-SD-Karte bis 1 TB                      |
| Videoformate                                   | MP4 mit H.264                  | MP4 mit H.264                | MP4 mit H.264                | MP4 mit H.264/H.265                       | MP4 mit H.264/H.265             | MP4 mit H.264/H.265            | MP4 mit H.264/H.265                          | MP4 mit H.264/H.265                          | MP4 mit H.264/H.265                          | MP4 mit H.265                                |
| Konnektivität                                  | WiFi, Bluetooth                | WiFi, Bluetooth              | WiFi, Bluetooth, GPS         | WiFi, Bluetooth, GPS                      | WiFi, Bluetooth, GPS            | WiFi, Bluetooth, GPS           | WiFi, Bluetooth, GPS                         | WiFi, Bluetooth, GPS                         | WiFi, Bluetooth, GPS                         | WiFi, Bluetooth                              |
| Anschlüsse                                     | USB-C, Micro-HDMI              | USB-C                        | USB-C                        | USB-C, Micro-HDMI, 3,5-mm-Mikrofonadapter | USB-C, Micro-HDMI mit Media Mod | USB-C                          | USB-C, Micro-HDMI mit Media Mod              | USB-C, Micro-HDMI mit Media Mod              | USB-C, Micro-HDMI mit Media Mod              | USB-C, Micro-HDMI mit Media Mod              |
| Batterie                                       | 1220-mAh-Li-Ion (austauschbar) | 1220-mAh-Li-Ion (integriert) | 1220-mAh-Li-Ion (integriert) | 1220-mAh-Li-Ion (austauschbar)            | 1220-mAh-Li-Ion (austauschbar)  | 1600-mAh-Li-Ion (austauschbar) | 1720-mAh-Li-Ion (austauschbar)               | 1720-mAh-Li-Ion (austauschbar)               | 1720-mAh-Li-Ion (austauschbar)               | 1720-mAh-Li-Ion (austauschbar)               |
| Wasserdichte (Zusatzgehäuse)                   | 60 m                           | 60 m                         | 60 m                         | 60 m                                      | 60 m                            | 60 m                           | 60 m                                         | 60 m                                         | 60 m                                         | 60 m                                         |
| Wasserdichte (ohne Gehäuse)                    | 10 m                           | 10 m                         | 10 m                         | 10 m                                      | 10 m                            | 5 m                            | 10 m                                         | 10 m                                         | 10 m                                         | 10 m                                         |
| verfügbare Mods                                | -                              | -                            | -                            | -                                         | Media Mod Display Mod Light Mod | -                              | Media Mod Display Mod Light Mod Max Lens Mod | Media Mod Display Mod Light Mod Max Lens Mod | Media Mod Display Mod Light Mod Max Lens Mod | Media Mod Display Mod Light Mod Max Lens Mod |

Media Mod (Richtmikrofon, micro-HDMI, 3,5mm Mikrofonbuchse, Blitzschuhe für Zubehör)
Display Mod (klappbares 2" LC-Display, setzt Media Mod voraus)
Light Mod (LED-Leuchte mit 4 Helligkeitsstufen bis 200 Lumen, setzt Media Mod voraus)
Max Lens Mod (Weitwinkel-Konverter fürs standardmäßige Ultra-Weitwinkelobjektiv)
Ergänzende Information: Die genannten Bildauflösungen sind nur Auszüge der möglichen Optionen und beziehen sich auf das weit verbreitete 16:9-Bildformat. Die Fusion und die MAX haben als 360°-Kameras überwiegend ein 2:1-Bildformat und die Videoauflösungen werden durch das Stitching (Zusammenführen der Bilder) weiter reduziert.

## Risikobewertung
Die Beratungsstelle für Unfallverhütung (BfU) hat im November 2014 von der Verwendung von GoPro-Kameras beim Skifahren abgeraten, da sich aufgrund des Helmaufbaus ein Hebelarm bilden kann, der bei einem Unfall die auf den Kopf wirkenden Kräfte erhöht. Zudem könne das Wissen um die Kamera Skifahrer dazu verleiten, unnötige Risiken einzugehen, um Aufnahmen spektakulärer zu gestalten. Die Aktie von GoPro hatte schon zuvor nachgegeben, als ein Journalist berichtete, dass die GoPro-Kamera von Michael Schumacher schuld an der Schwere seiner Verletzungen bei seinem Ski-Unfall gewesen sei.
Die Stiftung Warentest empfiehlt bei Helmkameras zur Reduktion von Unfallfolgen die Verwendung von Klebehalterungen mit Sollbruchstelle, bei der sich die Kamera im Falle eines Aufpralls löst.
Laut dem Nachrichtenportal Südtirol Online wollte Uli Emanuele im Auftrag von GoPro in der Schweiz ein Video drehen. Er kam bei einem Basejump vom Fels am 17. August 2016 in Lauterbrunnen ums Leben.